# Jean-Marie Machado
Pour les articles homonymes, voir Machado.
Jean-Marie Machado, né en 1961 à Tanger (Maroc), est un pianiste et compositeur français.

## Biographie
Jean-Marie Machado passe son enfance au Maroc. Jeune adulte, il étudie le piano auprès de la concertiste Catherine Collard. Il s'initie en autodidacte à la musique pop et au jazz
En 1986, il fait son apparition sur la scène jazz  avec un trio, le Trio Machado avec Louis et François Moutin. En 1991 il crée la première version de l'orchestre Vibracordes et enregistre un album avec le percussionniste Naná Vasconcelos et les cordes du Nouvel Orchestre philharmonique de Radio France. Le septuor Vibracordes réunit entre 1993 et 1998 la fine fleur de la scène jazz française : Laurent Dehors, David Chevallier, François Thuillier, Ramón López, Yves Rousseau, Franck Tortiller. Il crée alors en 1996 le spectacle Septuor Vibracordes et les musiques de Bretagne.
Jean-Marie Machado ne délaisse pas pour autant les petites formations : il se produit en solo dans de nombreux festivals, joue et enregistre avec Jean-Paul Padovani en duo et en quartet (avec Paul Motian et Jean-François Jenny-Clark. Il joue également en duo avec le batteur Ramón López ou le percussionniste Keyvan Chemirani.
Par ailleurs ses activités de composition le poussent à multiplier les collaborations avec : les Percussions de Strasbourg, l'Ensemble de trompettes de Paris, la Maîtrise de Radio France, entre autres.
En mai 1998, le French Piano Trio réunit trois pianistes : Martial Solal, François Raulin et Jean-Marie Machado jouant des compositions originales. 
Il participe à des résidences de création et de sensibilisation de 1994 à 2001. De ces résidences entre autres projets pour orchestre et chœur des programmes pour la jeunesse comme en 1998 avec le "musi-contage" Double Croche et Sortilèges avec le conteur Jean-Jacques Fdida.
En 2001, Jean-Marie Machado fait un retour plus remarqué vers une version plus classique du jazz avec la création à Banlieues Bleues du Quartet Lyrisme avec Ricardo Del Fra et Jacques Mahieux. Le Quartet rassemble des solistes tels que Paolo Fresu, Andy Sheppard, Glenn Ferris, Sylvain Beuf et Claus Stötter.
En 2003, Jean-Marie Machado crée un duo avec le saxophoniste américain Dave Liebman autour d'un répertoire dédié en partie au fado. L'album de ce projet ne sera enregistré qu'en 2004 lors d'une tournée et en une journée seulement. L'album, sorti en 2008 s'intitule Caminando. Il enregistre en 2006 Sœurs de sang avec Jean-Philippe Viret et Jacques Mahieux. Cet album est réalisé en deux parties : une première partie en trio et la seconde en solo dans laquelle les influences du fado et de la saudade sont très présentes[réf. souhaitée]. En 2004 une nouvelle collaboration voit le jour avec Antonio Placer
En 2005, Jean-Marie Machado compose et arrange l'album Sextet Andaloucia avec Jacques Mahieux, Bart de Nolf, Andy Sheppard, Claus Stötter et Gary Valente. L'album éponyme reprenant les grands thèmes de la musique andalouse est enregistré en 2005.
En 2006, il donne naissance au répertoire Impressions pour quartet de jazz et orchestre de chambre : une relecture créative des mélodies françaises de l’époque impressionniste de Ravel, Debussy, Fauré, Poulenc. Un répertoire également présenté en duo avec Andy Sheppard et en quartet.
En 2006 il crée l'orchestre Danzas avec Jean-Charles Richard, Claus Stötter, Gueorgui Kornazov, Jocelyn Mienniel, François Thuillier, Didier Ithursarry, Bart de Nolf, François Merville. Ce nonette hétéroclite se rassemble autour des compositions de Jean-Marie Machado. Un premier programme est créé en 2008 : Fiesta Nocturna dont l'album est paru en 2010 chez Bee Jazz. Le second, La Fête à Boby en hommage à Boby Lapointe est enregistré avec André Minvielle. « Dans Lagrima Latina, chaque musicien apporte sa langue et sa couleur afin de nous emporter, à fleur de vie, là où naissent les larmes latines, entre Saudade et Alegria ». Le projet Pictures of Orchestra prend forme également avec l'enregistrement d'un disque après deux années de concerts,,.

## Discographie

### En leader
- Jean-Marie Machado & Danzas invitent André Minvielle, La fête à Boby, 2012, Bee Jazz
- Jean-Marie Machado & Danzas, Fiesta Nocturna, 2010, Bee Jazz, BEE045[12]
- Jean-Marie Machado & Dave Liebman, Eternal Moments, 2009, Bee Jazz, BEE044[12]
- Jean-Marie Machado, Caminando, 2008, Pao Records[12]
- Jean-Marie Machado, Sœurs de Sang, 2007, Le Chant du Monde[12]
- Jean-Marie Machado & Jean-Jacques Fdida, Peau d'âne, 2006, Didier Jeunesse[12]
- Jean-Marie Machado, Andaloucia, 2005, Le Chant du Monde[12]
- Jean-Marie Machado, L'Autre Rive, 2005[12]
- Jean-Marie Machado, Le Tombeau de Jack Kerouac, 2004, Escosatz[12]!
- Jean-Marie Machado & jean-Jacques Fdida, L'Oiseau de Vérité, 2004, Didier Jeunesse[12]
- Jean-Marie Machado, Leve, leve, muito leve, 2003, Hortus[12]
- Jean-Marie Machado, Hymnes, 2002[12]
- Jean-Marie Machado, Mer, 2001, Escosatz[12]!
- Jean-Marie Machado, Lyrisme, 2001, JSM[12]
- Jean-Marie Machado, Azul, 1998, Hopi[12]
- Jean-Marie Machado, Chants de la Mémoire, 1997, Hopi[12]
- Jean-Marie Machado, Takiya, Tokaya, 1997, Hopi[12]
- Jean-Marie Machado, Blanches et Noires, 1995, Label Bleu[12]
- Jean-Marie Machado Trio, Séquences Thmyriques, 1993, Label Bleu[12]
- Jean-Marie Machado, Vibracordes, 1990, Blue Line[12]
- Jean-Marie Machado Trio, Kah Pob Wah, 1989, Blue Line [12]
- Jean-Marie Machado Trio, Father Song, 1988, Blue Line[12]